# Campeonato da Europa de Atletismo de 2014 - 100 m feminino
A prova dos 100 metros feminino do Campeonato da Europa de Atletismo de 2014 foi disputada entre os dias 12 e 13 de agosto de 2014 no Estádio Letzigrund em Zurique,  na Suíça. 

## Recordes
Antes desta competição, os recordes mundiais e do campeonato nesta prova eram os seguintes:
|                       | Nome                     | Nacionalidade  | Tempo  | Local        | Data                 |
| --------------------- | ------------------------ | -------------- | ------ | ------------ | -------------------- |
| Recorde mundial       | Florence Griffith Joyner | Estados Unidos | 10s 49 | Indianápolis | 16 de julho de 1988  |
| Recorde do campeonato | Christine Arron          | França         | 10s 73 | Budapeste    | 19 de agosto de 1988 |
| Recorde europeu       | Christine Arron          | França         | 10s 73 | Budapeste    | 19 de agosto de 1988 |

## Medalhistas
| Ouro                  | Prata                | Bronze                |
| Dafne Schippers (NED) | Myriam Soumaré (FRA) | Ashleigh Nelson (GBR) |

## Cronograma
Todos os horários são locais (UTC+2).
| Data         | Hora  | Evento    |
| ------------ | ----- | --------- |
| 12 de agosto | 11:40 | Bateria   |
| 13 de agosto | 18:20 | Semifinal |
| 13 de agosto | 20:25 | Final     |

## Resultados

### Bateria
Qualificação: 4 atletas de cada bateria  (Q) mais os  4 melhores qualificados (q).
Vento:
Bateria 1: -0,6 m / s, Bateria 2: -0,4 m / s, Bateria 3: +0,2 m / s, Bateria 4: -0,4 m / s, Bateria 5: +0,8 m / s 
| Posição | Bateria | Raia | Atleta               | Nacionalidade | Tempo | Notas                |
| ------- | ------- | ---- | -------------------- | ------------- | ----- | -------------------- |
| 1       | 4       | 4    | Myriam Soumaré       | França        | 11.03 | Q, =EL               |
| 2       | 2       | 7    | Dafne Schippers      | Países Baixos | 11.10 | Q                    |
| 3       | 5       | 6    | Ivet Lalova          | Bulgária      | 11.17 | Q                    |
| 4       | 5       | 3    | Ashleigh Nelson      | Grã-Bretanha  | 11.19 | Q,                   |
| 5       | 2       | 8    | Desiree Henry        | Grã-Bretanha  | 11.21 | Q,                   |
| 6       | 4       | 3    | Ezinne Okparaebo     | Noruega       | 11.24 | Q,                   |
| 7       | 5       | 4    | Céline Distel-Bonnet | França        | 11.25 | Q                    |
| 7       | 3       | 7    | Verena Sailer        | Alemanha      | 11.25 | Q                    |
| 9       | 3       | 8    | Asha Philip          | Grã-Bretanha  | 11.28 | Q                    |
| 10      | 3       | 6    | Hanna-Maari Latvala  | Finlândia     | 11.30 | Q,                   |
| 11      | 2       | 4    | Ayodelé Ikuesan      | França        | 11.32 | Q                    |
| 11      | 1       | 3    | Mujinga Kambundji    | Suíça         | 11.32 | Q,                   |
| 13      | 5       | 2    | Rebekka Haase        | Alemanha      | 11.35 | Q                    |
| 14      | 4       | 7    | Nataliya Pohrebnyak  | Ucrânia       | 11.37 | Q                    |
| 15      | 1       | 7    | Tatjana Pinto        | Alemanha      | 11.41 | Q                    |
| 16      | 3       | 1    | Inna Eftimova        | Bulgária      | 11.42 | Q                    |
| 17      | 3       | 3    | Olesya Povh          | Ucrânia       | 11.43 | q,                   |
| 18      | 4       | 8    | Audrey Alloh         | Itália        | 11.44 | Q                    |
| 19      | 1       | 2    | Andreea Ograzeanu    | Roménia       | 11.45 | Q                    |
| 20      | 4       | 5    | Yeoryía Koklóni      | Grécia        | 11.46 | q                    |
| 20      | 1       | 8    | Jamile Samuel        | Países Baixos | 11.46 | Q                    |
| 22      | 5       | 5    | Irene Siragusa       | Itália        | 11.47 | q                    |
| 23      | 2       | 5    | Lina Grincikaite     | Lituânia      | 11.51 | Q                    |
| 24      | 2       | 3    | Amy Foster           | Irlanda       | 11.51 | q                    |
| 25      | 4       | 6    | Maja Mihalinec       | Eslovênia     | 11.52 | Recorde pessoal      |
| 26      | 5       | 8    | Phil Healy           | Irlanda       | 11.53 |                      |
| 27      | 3       | 5    | Ramona Papaioannou   | Chipre        | 11.64 |                      |
| 28      | 2       | 6    | Marisa Lavanchy      | Suíça         | 11.65 |                      |
| 29      | 5       | 7    | Estela García        | Espanha       | 11.72 |                      |
| 30      | 4       | 2    | Lenka Kršáková       | Eslováquia    | 11.74 |                      |
| 31      | 1       | 4    | Daniella Busk        | Suécia        | 11.76 |                      |
| 32      | 1       | 6    | Carla Tavares        | Portugal      | 11.78 |                      |
| 33      | 3       | 4    | Kristina Žumer       | Eslovênia     | 11.85 | Recorde da temporada |
| 34      | 2       | 2    | Alexandra Bezeková   | Eslováquia    | 11.87 |                      |
| 35      | 3       | 2    | Estefania Sebastian  | Andorra       | 12.46 |                      |
| 36      | 1       | 1    | Martina Pretelli     | San Marino    | 12.68 |                      |
| 37      | 1       | 5    | María Gátou          | Grécia        | DNF   |                      |

### Semifinal

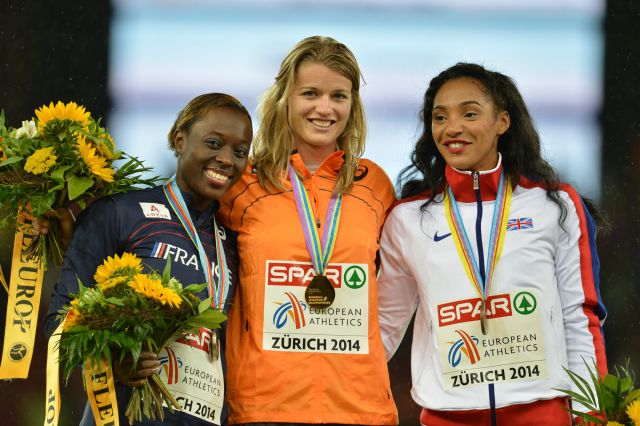
O pódio

Qualificação: 2 atletas de cada bateria  (Q) mais os  2 melhores qualificados (q). 
Vento:
Bateria 1: -1,9 m / s, Bateria 2: +0,6 m / s, Bateria 3: 0,0 m / s 
| Posição | Bateria | Raia | Atleta               | Nacionalidade | Tempo | Notas                |
| ------- | ------- | ---- | -------------------- | ------------- | ----- | -------------------- |
| 1       | 2       | 5    | Dafne Schippers      | Países Baixos | 11.08 | Q                    |
| 2       | 3       | 5    | Ivet Lalova          | Bulgária      | 11.15 | Q                    |
| 3       | 1       | 5    | Myriam Soumaré       | França        | 11.17 | Q                    |
| 4       | 3       | 3    | Mujinga Kambundji    | Suíça         | 11.20 | Q,                   |
| 5       | 2       | 4    | Desiree Henry        | Grã-Bretanha  | 11.21 | Q, =                 |
| 6       | 3       | 8    | Ayodelé Ikuesan      | França        | 11.22 | q,                   |
| 7       | 1       | 4    | Ashleigh Nelson      | Grã-Bretanha  | 11.23 | Q                    |
| 8       | 2       | 6    | Céline Distel-Bonnet | França        | 11.24 | q                    |
| 8       | 3       | 6    | Asha Philip          | Grã-Bretanha  | 11.24 |                      |
| 8       | 3       | 4    | Verena Sailer        | Alemanha      | 11.24 |                      |
| 11      | 2       | 7    | Nataliya Pohrebnyak  | Ucrânia       | 11.30 |                      |
| 12      | 3       | 1    | Olesya Povh          | Ucrânia       | 11.42 | Recorde da temporada |
| 13      | 1       | 8    | Andreea Ograzeanu    | Roménia       | 11.44 |                      |
| 14      | 3       | 7    | Audrey Alloh         | Itália        | 11.45 |                      |
| 15      | 1       | 6    | Ezinne Okparaebo     | Noruega       | 11.46 |                      |
| 16      | 2       | 3    | Tatjana Pinto        | Alemanha      | 11.48 |                      |
| 17      | 2       | 8    | Inna Eftimova        | Bulgária      | 11.49 |                      |
| 18      | 2       | 1    | Lina Grincikaite     | Lituânia      | 11.52 |                      |
| 18      | 1       | 7    | Rebekka Haase        | Alemanha      | 11.52 |                      |
| 20      | 2       | 2    | Irene Siragusa       | Itália        | 11.53 |                      |
| 21      | 1       | 2    | Jamile Samuel        | Países Baixos | 11.54 |                      |
| 22      | 1       | 3    | Hanna-Maari Latvala  | Finlândia     | 11.57 |                      |
| 23      | 3       | 2    | Yeoryía Koklóni      | Grécia        | 11.69 |                      |
| 24      | 1       | 1    | Amy Foster           | Irlanda       | 11.79 |                      |

### Final

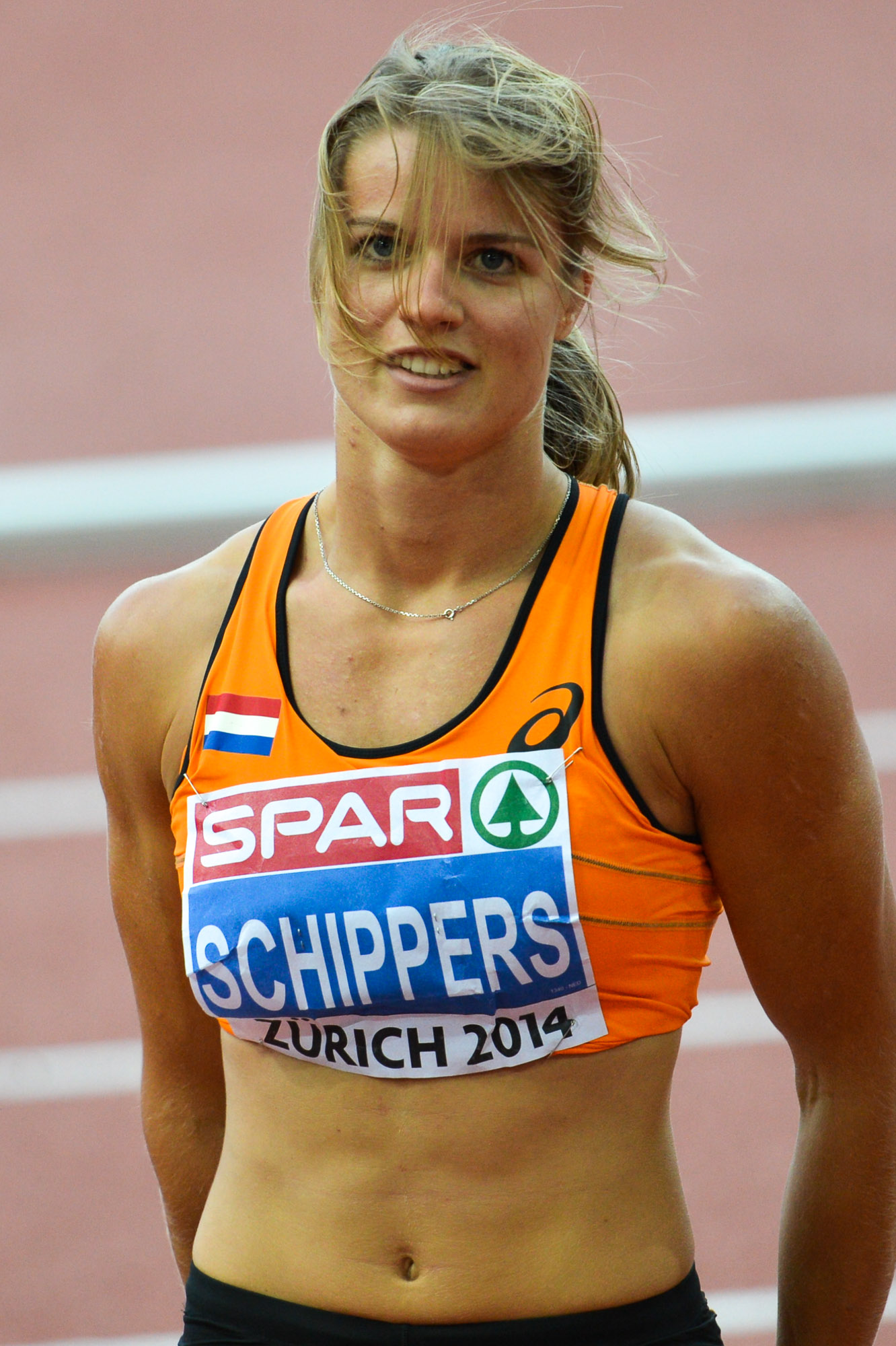
Dafne Schippers, a vencedora do evento

Vento: -1,7 m / s 
| Posição           | Raia | Atleta               | Nacionalidade | Tempo | Notas |
| ----------------- | ---- | -------------------- | ------------- | ----- | ----- |
| Medalha de ouro   | 5    | Dafne Schippers      | Países Baixos | 11.12 |       |
| Medalha de prata  | 3    | Myriam Soumaré       | França        | 11.16 |       |
| Medalha de bronze | 7    | Ashleigh Nelson      | Grã-Bretanha  | 11.22 |       |
| 4                 | 4    | Mujinga Kambundji    | Suíça         | 11.30 |       |
| 5                 | 6    | Ivet Lalova          | Bulgária      | 11.33 |       |
| 6                 | 2    | Céline Distel-Bonnet | França        | 11.38 |       |
| 7                 | 8    | Desiree Henry        | Grã-Bretanha  | 11.43 |       |
| 8                 | 1    | Ayodelé Ikuesan      | França        | 11.54 |       |

Legenda
| Recorde mundial       | Recorde mundial (World record)               |                       | Recorde africano                      | Recorde africano (African) |                                           | Q | Classificado por posição (Qualified) |
| Recorde do campeonato | Recorde do campeonato (Championship record)  | Recorde da América    | Recorde da América (Americas)         | q                          | Classificado por melhor tempo (Qualified) |   |                                      |
| Melhor marca do ano   | Melhor marca do ano (World leading)          | Recorde asiático      | Recorde asiático (Asian)              | DNS                        | Não largou (Did not start)                |   |                                      |
| Recorde nacional      | Recorde nacional (National record)           | Recorde europeu       | Recorde europeu (European)            | DNF                        | Não terminou (Did not finish)             |   |                                      |
| Recorde pessoal       | Recorde pessoal do atleta (Personal best)    | Recorde da Oceania    | Recorde da Oceania (Oceania)          | DSQ / DQ                   | Desclassificado (Disqualified)            |   |                                      |
| Recorde da temporada  | Recorde da temporada do atleta (Season best) | Recorde sul-americano | Recorde sul-americano (South America) | NM                         | Sem marca (No mark)                       |   |                                      |